# Russie aux Jeux olympiques de la jeunesse d'hiver de 2012
La Russie a participé aux Jeux olympiques de la jeunesse d'hiver de 2012 à Innsbruck en Autriche du 13 au 22 janvier 2012.

## Médaillés
| Médaille | Nom                                                                   | Sport                | Épreuve                           | Date       |
| -------- | --------------------------------------------------------------------- | -------------------- | --------------------------------- | ---------- |
| Or       | Uliana Kaysheva                                                       | Biathlon             | Poursuite femmes                  | 16 janvier |
| Or       | Anastasia Sedova                                                      | Ski de fond          | 5 km femmes                       | 17 janvier |
| Or       | Alexsander Selyaninov                                                 | Ski de fond          | 10 km hommes                      | 17 janvier |
| Or       | Anna Yanovskaya Sergey Mozgov                                         | Patinage artistique  | Danse sur glace                   | 17 janvier |
| Or       | Elizaveta Tuktamysheva                                                | Patinage artistique  | Individuel femmes                 | 17 janvier |
| Argent   | Lina Fedorova Maxim Miroshkin                                         | Patinage artistique  | Couples                           | 16 janvier |
| Argent   | Adelina Sotnikova                                                     | Patinage artistique  | Individuel femmes                 | 17 janvier |
| Argent   | Uliana Kaysheva Anastasia Sedova Alexsander Selyaninov Ivan Galushkin | Ski de fond Biathlon | Relais mixte ski de fond/biathlon | 21 janvier |
| Argent   | Équipe russe                                                          | Hockey sur glace     | Tournoi masculin                  | 22 janvier |
| Bronze   | Uliana Kaysheva                                                       | Biathlon             | Sprint femmes                     | 15 janvier |
| Bronze   | Feodosi Efremenkov                                                    | Patinage artistique  | Individuel femmes                 | 16 janvier |
| Bronze   | Anastasia Dolidze Vadim Ivanov                                        | Patinage artistique  | Couples                           | 16 janvier |
| Bronze   | Maria Simonova Dmitri Dragun                                          | Patinage artistique  | Danse sur glace                   | 17 janvier |
| Bronze   | Alexsander Selyaninov                                                 | Ski de fond          | Sprint hommes                     | 19 janvier |
| Bronze   | Ekaterina Tkachenko                                                   | Ski alpin            | Slalom femmes                     | 20 janvier |
| Bronze   | Vasiliy Pudushkin                                                     | Patinage de vitesse  | Départ groupé hommes              | 20 janvier |

## Résultats

### Ski alpin
La Russie a qualifié 2 athlètes.
Hommes
| Athlète   | Épreuve      | Finale        | Finale          | Finale          | Finale          |
| Athlète   | Épreuve      | Manche 1      | Manche 2        | Total           | Rang            |
| --------- | ------------ | ------------- | --------------- | --------------- | --------------- |
| Artem Pak | Slalom       | 44 s 70       | 41 s 31         | 1 min 26 s 01   | 20              |
| Artem Pak | Slalom géant | 1 min 00 s 50 | 55 s 59         | 1 min 56 s 09   | 12              |
| Artem Pak | Super-G      |               |                 | 1 min 06 s 27   | 15              |
| Artem Pak | Combiné      | 1 min 06 s 56 | N'a pas terminé | N'a pas terminé | N'a pas terminé |

Femmes
| Athlète             | Épreuve      | Finale        | Finale   | Finale        | Finale |
| Athlète             | Épreuve      | Manche 1      | Manche 2 | Total         | Rang   |
| ------------------- | ------------ | ------------- | -------- | ------------- | ------ |
| Ekaterina Tkachenko | Slalom       | 42 s 39       | 39 s 23  | 1 min 21 s 62 | 3      |
| Ekaterina Tkachenko | Slalom géant | 58 s 61       | 59 s 41  | 1 min 58 s 02 | 7      |
| Ekaterina Tkachenko | Super-G      |               |          | 1 min 07 s 39 | 14     |
| Ekaterina Tkachenko | Combiné      | 1 min 05 s 88 | 37 s 21  | 1 min 43 s 09 | 8      |

### Biathlon
La Russie a qualifié 4 athlètes.
Hommes
| Athlète           | Épreuve   | Finale        | Finale  | Finale |
| Athlète           | Épreuve   | Temps         | Manqués | Rang   |
| ----------------- | --------- | ------------- | ------- | ------ |
| Ivan Galushkin    | Sprint    | 22 min 41 s 4 | 5       | 40     |
| Ivan Galushkin    | Poursuite | 33 min 27 s 3 | 7       | 25     |
| Aleksei Kuznetcov | Sprint    | 22 min 14 s 1 | 4       | 25     |
| Aleksei Kuznetcov | Poursuite | 35 min 22 s 6 | 10      | 37     |

Femmes
| Athlète           | Épreuve   | Finale        | Finale  | Finale |
| Athlète           | Épreuve   | Temps         | Manqués | Rang   |
| ----------------- | --------- | ------------- | ------- | ------ |
| Natalia Gerbulova | Sprint    | 18 min 14 s 5 | 1       | 5      |
| Natalia Gerbulova | Poursuite | 29 min 46 s 3 | 5       | 9      |
| Uliana Kaysheva   | Sprint    | 18 min 00 s 9 | 2       | 3      |
| Uliana Kaysheva   | Poursuite | 26 min 01 s 3 | 0       | 1      |

Mixte
| Athlète                                                              | Épreuve                           | Finale            | Finale       | Finale       |
| Athlète                                                              | Épreuve                           | Temps             | Manqués      | Rang         |
| -------------------------------------------------------------------- | --------------------------------- | ----------------- | ------------ | ------------ |
| Uliana Kaysheva Natalia Gerbulova Aleksei Kuznetcov Ivan Galushkin   | Relais mixte                      | Disqualifiés      | Disqualifiés | Disqualifiés |
| Uliana Kaysheva Anastasia Sedova Ivan Galushkin Alexander Selyaninov | Relais mixte ski de fond/biathlon | 1 h 05 min 22 s 5 | 2+9          | 2            |

### Bobsleigh
La Russie a qualifié 2 athlètes.
Hommes
| Athlète                         | Épreuve           | Finale   | Finale   | Finale        | Finale |
| Athlète                         | Épreuve           | Manche 1 | Manche 2 | Total         | Rang   |
| ------------------------------- | ----------------- | -------- | -------- | ------------- | ------ |
| Kirill Chigvinysev Ivan Tarasov | Bob à deux hommes | 55 s 00  | 54 s 95  | 1 min 49 s 95 | 8      |

### Ski de fond
La Russie a qualifié 4 athlètes.
Hommes
| Athlète              | Épreuve      | Finale        | Finale |
| Athlète              | Épreuve      | Temps         | Rang   |
| -------------------- | ------------ | ------------- | ------ |
| Nikita Khabarov      | 10 km hommes | 31 min 31 s 2 | 18     |
| Alexander Selyaninov | 10 km hommes | 29 min 28 s 8 | 1      |

Femmes
| Athlète          | Épreuve     | Finale        | Finale |
| Athlète          | Épreuve     | Temps         | Rang   |
| ---------------- | ----------- | ------------- | ------ |
| Anastasia Sedova | 5 km femmes | 14 min 18 s 0 | 1      |
| Alisa Zhambalova | 5 km femmes | 15 min 15 s 8 | 5      |

Sprint
| Athlète              | Épreuve       | Qualification | Qualification | Quart de finale | Quart de finale | Demi-finale   | Demi-finale   | Finale        | Finale        |
| Athlète              | Épreuve       | Total         | Rang          | Total           | Rang            | Total         | Rang          | Total         | Rang          |
| -------------------- | ------------- | ------------- | ------------- | --------------- | --------------- | ------------- | ------------- | ------------- | ------------- |
| Nikita Khabarov      | Sprint hommes | 1 min 43 s 52 | 2 Q           | 1 min 51 s 9    | 5               | Non qualifié  | Non qualifié  | Non qualifié  | Non qualifié  |
| Alexander Selyaninov | Sprint hommes | 1 min 43 s 93 | 4 Q           | 1 min 49 s 5    | 2 Q             | 1 min 46 s 8  | 3 Q           | 1 min 45 s 1  | 3             |
| Anastasia Sedova     | Sprint femmes | 2 min 01 s 72 | 13 Q          | 2 min 01 s 5    | 3               | Non qualifiée | Non qualifiée | Non qualifiée | Non qualifiée |
| Alisa Zhambalova     | Sprint femmes | 2 min 03 s 08 | 18 Q          | 2 min 03 s 0    | 4               | Non qualifiée | Non qualifiée | Non qualifiée | Non qualifiée |

Mixte
| Athlète                                                              | Épreuve                           | Finale            | Finale  | Finale |
| Athlète                                                              | Épreuve                           | Temps             | Manqués | Rang   |
| -------------------------------------------------------------------- | --------------------------------- | ----------------- | ------- | ------ |
| Uliana Kaysheva Anastasia Sedova Ivan Galushkin Alexander Selyaninov | Relais mixte ski de fond/biathlon | 1 h 05 min 22 s 5 | 2+9     | 2      |

### Curling
La Russie a qualifié une équipe.
Équipe
- Skip: Mikhail Vaskov
- Third: Anastasia Moskaleva
- Second: Alexandr Korshunov
- Lead: Marina Verenich

#### Équipe mixte
| Classement final du 1er tour \| Groupe rouge \| Skip \| V \| D \| \| --------------- \| ----------------- \| - \| - \| \| Suède \| Rasmus Wranå \| 6 \| 1 \| \| Canada \| Thomas Scoffin \| 5 \| 2 \| \| Japon \| Shingo Usui \| 4 \| 3 \| \| Italie \| Amos Mosaner \| 4 \| 3 \| \| Grande-Bretagne \| Duncan Menzies \| 3 \| 4 \| \| Russie \| Mikhail Vaskov \| 3 \| 4 \| \| Autriche \| Mathias Genner \| 2 \| 5 \| \| Allemagne \| Daniel Rothballer \| 1 \| 6 \| |                   |   |   |
| Groupe rouge | Skip              | V | D |
| Suède | Rasmus Wranå      | 6 | 1 |
| Canada | Thomas Scoffin    | 5 | 2 |
| Japon | Shingo Usui       | 4 | 3 |
| Italie | Amos Mosaner      | 4 | 3 |
| Grande-Bretagne | Duncan Menzies    | 3 | 4 |
| Russie | Mikhail Vaskov    | 3 | 4 |
| Autriche | Mathias Genner    | 2 | 5 |
| Allemagne | Daniel Rothballer | 1 | 6 |

##### Résultats du1ertour
| A                 | 1 | 2 | 3 | 4 | 5 | 6 | 7 | 8 | 9 | 10 | Total |
| ----------------- | - | - | - | - | - | - | - | - | - | -- | ----- |
| Italie (Mosaner)  | 1 | 0 | 3 | 0 | 0 | 3 | 0 | X |   |    | 7     |
| Russie (Vaskov) X | 0 | 1 | 0 | 1 | 0 | 0 | 1 | X |   |    | 3     |

| D                      | 1 | 2 | 3 | 4 | 5 | 6 | 7 | 8 | 9 | 10 | Total |
| ---------------------- | - | - | - | - | - | - | - | - | - | -- | ----- |
| Russie (Vaskov) X      | 0 | 1 | 0 | 3 | 1 | 0 | 1 | 0 |   |    | 6     |
| Allemagne (Rothballer) | 0 | 0 | 2 | 0 | 0 | 1 | 0 | 1 |   |    | 4     |

| B               | 1 | 2 | 3 | 4 | 5 | 6 | 7 | 8 | 9 | 10 | Total |
| --------------- | - | - | - | - | - | - | - | - | - | -- | ----- |
| Suède (Wranå) X | 1 | 0 | 1 | 0 | 1 | 1 | 0 | 1 |   |    | 5     |
| Russie (Vaskov) | 0 | 1 | 0 | 1 | 0 | 0 | 1 | 0 |   |    | 3     |

| C               | 1 | 2 | 3 | 4 | 5 | 6 | 7 | 8 | 9 | 10 | Total |
| --------------- | - | - | - | - | - | - | - | - | - | -- | ----- |
| Russie (Vaskov) | 0 | 0 | 2 | 0 | 1 | 0 | 1 | 2 |   |    | 6     |
| Japon (Usui) X  | 0 | 1 | 0 | 3 | 0 | 1 | 0 | 0 |   |    | 5     |

| B                 | 1 | 2 | 3 | 4 | 5 | 6 | 7 | 8 | 9 | 10 | Total |
| ----------------- | - | - | - | - | - | - | - | - | - | -- | ----- |
| Russie (Vaskov) X | 0 | 0 | 0 | 0 | 1 | 0 | X | X |   |    | 1     |
| Canada (Scoffin)  | 1 | 2 | 2 | 1 | 0 | 1 | X | X |   |    | 7     |

| A                 | 1 | 2 | 3 | 4 | 5 | 6 | 7 | 8 | 9 | 10 | Total |
| ----------------- | - | - | - | - | - | - | - | - | - | -- | ----- |
| Russie (Vaskov) X | 4 | 0 | 0 | 2 | 0 | 0 | 0 | 2 |   |    | 8     |
| Autriche (Genner) | 0 | 1 | 1 | 0 | 1 | 1 | 1 | 0 |   |    | 5     |

| D                           | 1 | 2 | 3 | 4 | 5 | 6 | 7 | 8 | 9 | 10 | Total |
| --------------------------- | - | - | - | - | - | - | - | - | - | -- | ----- |
| Grande-Bretagne (Menzies) X | 0 | 1 | 0 | 2 | 1 | 0 | 2 | X |   |    | 6     |
| Russie (Vaskov)             | 1 | 0 | 1 | 0 | 0 | 1 | 0 | X |   |    | 3     |

#### Doubles mixtes
16e de finale
| D                                           | 1 | 2 | 3 | 4 | 5 | 6 | 7 | 8 | 9 | 10 | Total |
| ------------------------------------------- | - | - | - | - | - | - | - | - | - | -- | ----- |
| Mikhail Vaskov (RUS) Zuzana Hrůzová (CZE) X | 0 | 5 | 1 | 1 | 1 | 1 | 1 | X |   |    | 10    |
| Marie Turmann (EST) Alessandro Zoppi (ITA)  | 3 | 0 | 0 | 0 | 0 | 0 | 0 | X |   |    | 3     |

| A                                         | 1 | 2 | 3 | 4 | 5 | 6 | 7 | 8 | 9 | 10 | Total |
| ----------------------------------------- | - | - | - | - | - | - | - | - | - | -- | ----- |
| Elena Stern (SUI) Sander Rõuk (EST) X     | 2 | 0 | 0 | 0 | 1 | 0 | X | X |   |    | 3     |
| Korey Dropkin (USA) Marina Verenich (RUS) | 0 | 2 | 1 | 4 | 0 | 6 | X | X |   |    | 13    |

| C                                                  | 1 | 2 | 3 | 4 | 5 | 6 | 7 | 8 | 9 | 10 | Total |
| -------------------------------------------------- | - | - | - | - | - | - | - | - | - | -- | ----- |
| Robert-Kent Päll (EST) Emily Gray (CAN)            | 0 | 0 | 0 | 2 | 0 | 0 | 0 | X |   |    | 2     |
| Anastasia Moskaleva (RUS) Tsukasa Horigome (JPN) X | 1 | 1 | 3 | 0 | 1 | 1 | 1 | X |   |    | 8     |

| B                                              | 1 | 2 | 3 | 4 | 5 | 6 | 7 | 8 | 9 | 10 | Total |
| ---------------------------------------------- | - | - | - | - | - | - | - | - | - | -- | ----- |
| Stine Haalien (NOR) Alexandr Korshunov (RUS) X | 0 | 0 | 0 | 0 | 1 | 0 | 0 | X |   |    | 1     |
| Rasmus Wranå (SWE) Kerli Zirk (EST)            | 1 | 3 | 1 | 1 | 0 | 1 | 1 | X |   |    | 8     |

8e de finale
| B                                                  | 1 | 2 | 3 | 4 | 5 | 6 | 7 | 8 | 9 | 10 | Total |
| -------------------------------------------------- | - | - | - | - | - | - | - | - | - | -- | ----- |
| Anastasia Moskaleva (RUS) Tsukasa Horigome (JPN) X | 1 | 0 | 2 | 2 | 1 | 1 | X | X |   |    | 7     |
| Marek Černovský (CZE) Rachel Hannen (GBR)          | 0 | 1 | 0 | 0 | 0 | 0 | X | X |   |    | 1     |

| C                                           | 1 | 2 | 3 | 4 | 5 | 6 | 7 | 8 | 9 | 10 | Total |
| ------------------------------------------- | - | - | - | - | - | - | - | - | - | -- | ----- |
| Korey Dropkin (USA) Marina Verenich (RUS) X | 1 | 0 | 5 | 0 | 1 | 2 | 1 | X |   |    | 10    |
| Luke Steele (NZL) Johanna Heldin (SWE)      | 0 | 1 | 0 | 2 | 0 | 0 | 0 | X |   |    | 3     |

| A                                           | 1 | 2 | 3 | 4 | 5 | 6 | 7 | 8 | 9 | 10 | Total |
| ------------------------------------------- | - | - | - | - | - | - | - | - | - | -- | ----- |
| Thomas Scoffin (CAN) Kelsi Heath (NZL)      | 0 | 1 | 0 | 1 | 1 | 0 | 2 | 0 |   |    | 5     |
| Mikhail Vaskov (RUS) Zuzana Hrůzová (CZE) X | 2 | 0 | 1 | 0 | 0 | 1 | 0 | 2 |   |    | 6     |

Quart de finale
| A                                                | 1 | 2 | 3 | 4 | 5 | 6 | 7 | 8 | 9 | 10 | Total |
| ------------------------------------------------ | - | - | - | - | - | - | - | - | - | -- | ----- |
| Martin Sesaker (NOR) Kim Eun-bi (KOR) X          | 0 | 3 | 0 | 1 | 0 | 0 | 1 | 1 | 1 |    | 7     |
| Anastasia Moskaleva (RUS) Tsukasa Horigome (JPN) | 1 | 0 | 2 | 0 | 1 | 2 | 0 | 0 | 0 |    | 6     |

| B                                             | 1 | 2 | 3 | 4 | 5 | 6 | 7 | 8 | 9 | 10 | Total |
| --------------------------------------------- | - | - | - | - | - | - | - | - | - | -- | ----- |
| Michael Bruner (SUI) Nicole Muskatewitz (GER) | 0 | 0 | 1 | 2 | 1 | 0 | 3 | 1 |   |    | 8     |
| Mikhail Vaskov (RUS) Zuzana Hrůzová (CZE) X   | 1 | 1 | 0 | 0 | 0 | 1 | 0 | 0 |   |    | 3     |

| D                                         | 1 | 2 | 3 | 4 | 5 | 6 | 7 | 8 | 9 | 10 | Total |
| ----------------------------------------- | - | - | - | - | - | - | - | - | - | -- | ----- |
| Korey Dropkin (USA) Marina Verenich (RUS) | 1 | 2 | 2 | 0 | 4 | 0 | 0 | X |   |    | 9     |
| Corryn Brown (CAN) Martin Reichel (AUT) X | 0 | 0 | 0 | 1 | 0 | 1 | 1 | X |   |    | 3     |

Demi-Finale
| A                                             | 1 | 2 | 3 | 4 | 5 | 6 | 7 | 8 | 9 | 10 | Total |
| --------------------------------------------- | - | - | - | - | - | - | - | - | - | -- | ----- |
| Michael Bruner (SUI) Nicole Muskatewitz (GER) | 1 | 1 | 0 | 2 | 0 | 3 | 0 | X |   |    | 7     |
| Korey Dropkin (USA) Marina Verenich (RUS) X   | 0 | 0 | 1 | 0 | 1 | 0 | 1 | X |   |    | 3     |

Match pour la médaille de bronze
| B                                           | 1 | 2 | 3 | 4 | 5 | 6 | 7 | 8 | 9 | 10 | Total |
| ------------------------------------------- | - | - | - | - | - | - | - | - | - | -- | ----- |
| Korey Dropkin (USA) Marina Verenich (RUS) X | 1 | 0 | 1 | 0 | 2 | 0 | 1 | 0 | 1 |    | 6     |
| Yoo Min-hyeon (KOR) Mako Tamakuma (JPN)     | 0 | 1 | 0 | 1 | 0 | 1 | 0 | 2 | 0 |    | 5     |

### Patinage artistique
La Russie a qualifié 11 athlètes.
Hommes
| Athlète(s)         | Épreuve    | PC/DO  | PC/DO | PL/DL  | PL/DL | Total  | Total |
| Athlète(s)         | Épreuve    | Points | Rang  | Points | Rang  | Points | Rang  |
| ------------------ | ---------- | ------ | ----- | ------ | ----- | ------ | ----- |
| Feodosi Efremenkov | Individuel | 54,70  | 2     | 108,76 | 5     | 163,46 | 3     |

Femmes
| Athlète(s)             | Épreuve    | PC/DO  | PC/DO | PL/DL  | PL/DL | Total  | Total |
| Athlète(s)             | Épreuve    | Points | Rang  | Points | Rang  | Points | Rang  |
| ---------------------- | ---------- | ------ | ----- | ------ | ----- | ------ | ----- |
| Adelina Sotnikova      | Individuel | 59,44  | 2     | 99,64  | 3     | 159,08 | 2     |
| Elizaveta Tuktamysheva | Individuel | 61,83  | 1     | 111,27 | 1     | 173,10 | 1     |

Couples
| Athlète(s)                     | Épreuve         | PC/DO  | PC/DO | PL/DL  | PL/DL | Total  | Total |
| Athlète(s)                     | Épreuve         | Points | Rang  | Points | Rang  | Points | Rang  |
| ------------------------------ | --------------- | ------ | ----- | ------ | ----- | ------ | ----- |
| Anastasia Dolidze Vadim Ivanov | Couples         | 38,75  | 3     | 73,97  | 3     | 112,72 | 3     |
| Lina Fedorova Maxim Miroshkin  | Couples         | 49,32  | 2     | 84,87  | 2     | 134,19 | 2     |
| Maria Simonova Dmitri Dragun   | Danse sur glace | 54,11  | 3     | 71,11  | 3     | 125,22 | 3     |
| Anna Yanovskaia Sergei Mozgov  | Danse sur glace | 60,19  | 1     | 86,77  | 1     | 146,96 | 1     |

Mixte
| Athlètes                                                                                        | Épreuve             | Hommes | Hommes | Hommes | Femmes | Femmes | Femmes | Danse sur glace | Danse sur glace | Danse sur glace | Total  | Total |
| Athlètes                                                                                        | Épreuve             | Score  | Rang   | Points | Score  | Rang   | Points | Score           | Rang            | Points          | Points | Rang  |
| ----------------------------------------------------------------------------------------------- | ------------------- | ------ | ------ | ------ | ------ | ------ | ------ | --------------- | --------------- | --------------- | ------ | ----- |
| Équipe 1 Feodosi Efremenkov (RUS) Tina Stuerzinger (SUI) Millie Paterson/Edward Carstairs (GBR) | Trophée par équipes | 117,13 | 1      | 8      | 73,46  | 5      | 4      | 44,02           | 8               | 1               | 13     | 5     |
| Équipe 2 Yaroslav Paniot (UKR) Eveliina Viljanen (FIN) Maria Simonova/Dmitri Dragun (RUS)       | Trophée par équipes | 85,06  | 5      | 4      | 76,27  | 3      | 6      | 76,02           | 3               | 6               | 16     | 2     |
| Équipe 5 Tino Olenius (FIN) Myrtel Saldeen Olofsson (SWE) Anna Yanovskaya/Sergey Mozgov (RUS)   | Trophée par équipes | 82,50  | 6      | 3      | 64,16  | 7      | 2      | 84,55           | 1               | 8               | 13     | 6     |

### Ski acrobatique
La Russie a qualifié 2 athlètes.
Ski cross
| Athlète          | Épreuve          | Qualification | Qualification | Quart de finale | Demi-finale | Finale   |
| Athlète          | Épreuve          | Temps         | Rang          | Rang            | Rang        | Rang     |
| ---------------- | ---------------- | ------------- | ------------- | --------------- | ----------- | -------- |
| Maxim Vlasenko   | Ski cross hommes | 57 s 88       | 7             | Annulées        | Annulées    | Annulées |
| Ksenia Maksimova | Ski cross femmes | 1 min 01 s 82 | 8             | Annulées        | Annulées    | Annulées |

### Hockey sur glace
La Russie a qualifié une équipe masculine.
Composition de l'équipe
| - Stanislav Kondratiev - Sergueï Korobov - Maksim Lazarev - Aleksandr Mikoulovitch - Edouard Nasyboulline - Arkhip Nekolenko | - Ivan Nikolichine - Iegor Orlov - Rostislav Ossipov - Aleksandr Protapovitch - Dmitri Sergueïev - Ievgueni Svetchnikov | - Andreï Svetlakov - Maksim Tretiak - Iegor Tsvetkov - Daniil Vovtchenko - Ilia Zinovev |

| Légende                        |
| ------------------------------ |
| Qualifié pour les demi-finales |

Premier tour
| Clt   | Équipe     | PJ | V | VP | D | DP | BP | BC | Diff | Pts |
| ----- | ---------- | -- | - | -- | - | -- | -- | -- | ---- | --- |
| +001, | Russie     | 4  | 3 | 0  | 1 | 0  | 25 | 9  | +16  | 9   |
| +002, | Canada     | 4  | 2 | 1  | 1 | 0  | 20 | 7  | +13  | 8   |
| +003, | Finlande   | 4  | 2 | 0  | 1 | 1  | 13 | 11 | +2   | 7   |
| +004, | États-Unis | 4  | 2 | 0  | 2 | 0  | 14 | 18 | –4   | 6   |
| +005, | Autriche   | 4  | 0 | 0  | 4 | 0  | 3  | 30 | –27  | 0   |

- Qualifié pour les demi-finales

| 13 janvier 2012 | Russie | 4-3 (2–1, 2–1, 0–1) | Canada | Tyrolean Ice Arena 932 spectateurs |

| Feuille de match | Feuille de match | Feuille de match            | Feuille de match | Feuille de match                                               |
| ---------------- | --- | --------------------------- | --- | -------------------------------------------------------------- |
|                  | A. Protapovich (E. Tsvetkov) – 5 min 8 s E. Tsvetkov – 11 min 56 s M. Lazarev (I. Nikolishin) (IN) – 18 min 58 s D. Vovchenko (I. Nikolishin) – 26 min 38 s | 1–0 1–1 2–1 3–1 3–2 4–2 4–3 | 5 min 33 s – R. Pilon (J. Hicketts, R. Gardiner) 21 min 37 s – A. Brooks (J. Carrick) 42 min 5 s – R. Gardiner (J. Hicketts) | Arbitrage : Andreas Harnebring Daniel Persson Martin Smeibidlo |
| Sergey Korobov   | Gardiens | Keven Bouchard              | | Arbitrage : Andreas Harnebring Daniel Persson Martin Smeibidlo |
| 2 min            | Pénalités | 4 min                       | | Arbitrage : Andreas Harnebring Daniel Persson Martin Smeibidlo |
| 29               | Tirs | 23                          | | Arbitrage : Andreas Harnebring Daniel Persson Martin Smeibidlo |

| 15 janvier 2012 | Finlande | 4-3 (0–2, 3–0, 1–1) | Russie | Tyrolean Ice Arena 783 spectateurs |

| Feuille de match | Feuille de match | Feuille de match            | Feuille de match | Feuille de match                                       |
| ---------------- | --- | --------------------------- | --- | ------------------------------------------------------ |
|                  | M. Honkanen (SN) – 25 min 4 s K. Kapanen (J. Tuulola, E. Sopanen) (SN) – 27 min 8 s W. Hopponen (K. Kapanen, M. Honkanen) (SN) – 29 min 33 s K. Kapanen – 30 min 41 s | 0–1 0–2 1–2 2–2 3–2 4–2 4–3 | 3 min 32 s – D. Sergeev (SN) 14 min 56 s – I. Nikolishin (E. Nasybullin, M. Lazarev) (2 SN) 35 min 31 s – I. Nikolishin (M. Lazarev, I. Svetchnikov) | Arbitrage : Stian Halm Benjamin Hoppe Martin Smeibidlo |
| Kaapo Kahkonen   | Gardiens | Maxim Tretyak               | | Arbitrage : Stian Halm Benjamin Hoppe Martin Smeibidlo |
| 22 min           | Pénalités | 10 min                      | | Arbitrage : Stian Halm Benjamin Hoppe Martin Smeibidlo |
| 21               | Tirs | 32                          | | Arbitrage : Stian Halm Benjamin Hoppe Martin Smeibidlo |

| 16 janvier 2012 | Russie | 11-1 (0–1, 4–0, 7–0) | Autriche | Tyrolean Ice Arena 1 274 spectateurs |

| Feuille de match | Feuille de match | Feuille de match                                  | Feuille de match                        | Feuille de match                                          |
| ---------------- | --- | ------------------------------------------------- | --------------------------------------- | --------------------------------------------------------- |
|                  | S. Kondratyev (D. Vovchenko, E. Tsvetkov) – 16 min 13 s A. Svetlakov (D. Vovchenko) – 19 min 33 s I. Nikolishin (A. Nekolenko) – 25 min 51 s A. Protapovich (M. Lazarev) (SN) – 27 min 55 s I. Zinovev (SN) – 31 min 23 s I. Svetchnikov (A. Protapovich) – 33 min 22 s I. Nikolishin (I. Zinovev) – 33 min 32 s A. Protapovich (M. Lazarev, E. Orlov) (SN) – 35 min 34 s A. Mikulovich (I. Nikolishin, D. Sergeev) – 40 min 4 s I. Svetchnikov (M. Lazarev, E. Nasybullin) (SN) – 42 min 41 s I. Nikolishin (I. Zinovev, A. Nekolenko) – 43 min 52 s | 0–1 1–1 2–1 3–1 4–1 5–1 6–1 7–1 8–1 9–1 10–1 11–1 | 12 min 30 s – S. Gaffal (N. Kraus) (SN) | Arbitrage : Andreas Harnebring Tilen Pahor Daniel Persson |
| Sergey Koborov   | Gardiens | Thomas Stroj                                      |                                         | Arbitrage : Andreas Harnebring Tilen Pahor Daniel Persson |
| 8 min            | Pénalités | 16 min                                            |                                         | Arbitrage : Andreas Harnebring Tilen Pahor Daniel Persson |
| 53               | Tirs | 12                                                |                                         | Arbitrage : Andreas Harnebring Tilen Pahor Daniel Persson |

| 18 janvier 2012 | États-Unis | 1-7 (0–2, 0–3, 1–2) | Russie | Tyrolean Ice Arena 2 124 spectateurs |

| Feuille de match | Feuille de match                                  | Feuille de match                | Feuille de match | Feuille de match                                       |
| ---------------- | ------------------------------------------------- | ------------------------------- | --- | ------------------------------------------------------ |
|                  | J. Fiegl (R. MacInnis, J. Wegwerth) – 38 min 17 s | 0–1 0–2 0–3 0–4 0–5 1–5 1–6 1–7 | 1 min 43 s – E. Orlov (I. Svetchnikov, A. Protapovich (SN) 6 min 47 s – A. Mikulovich (I. Nikolishin, D. Sergeev) (SN) 16 min 24 s – S. Kondratyev (A. Svetlakov) 19 min 32 s – I. Svetchnikov (M. Lazarev, A. Protapovich) (SN) 21 min 58 s – M. Lazarev (I. Svetchnikov) 40 min 30 s – M. Lazarev (I. Svetchnikov) 43 min 32 s – E. Nasybullin (E. Orlov, A. Protapovich) (SN) | Arbitrage : Simon Aicher Benjamin Hoppe Daniel Persson |
| Edwin Minney     | Gardiens                                          | Sergey Korobov                  | | Arbitrage : Simon Aicher Benjamin Hoppe Daniel Persson |
| 16 min           | Pénalités                                         | 4 min                           | | Arbitrage : Simon Aicher Benjamin Hoppe Daniel Persson |
| 15               | Tirs                                              | 30                              | | Arbitrage : Simon Aicher Benjamin Hoppe Daniel Persson |

#### Demi-finale
| 20 janvier | Russie | 5-2 (1–0, 1–0, 3–2) | États-Unis | Tyrolean Ice Arena 1 632 spectateurs |

| Feuille de match | Feuille de match | Feuille de match            | Feuille de match                                                           | Feuille de match                                                |
| ---------------- | --- | --------------------------- | -------------------------------------------------------------------------- | --------------------------------------------------------------- |
|                  | E. Orlov (E. Nasybullin, A. Protapovich) (SN) – 2 min 6 s I. Nikolishin (A. Nekolenko) – 28 min 1 s I. Zinovev (A. Mikulovich, I. Nikolishin) – 31 min 3 s A. Nekolenko (I. Nikolishin, D. Sergeev) – 32 min 49 s I. Svetchnikov – 44 min 37 s | 1–0 2–0 3–0 4–0 4–1 4–2 5–2 | 40 min 6 s – J. Wegwerth (J. Eichel) 41 min 22 s – Eichel (J. Glover) (SN) | Arbitrage : Andreas Harnebring Andrei Haurylenka Daniel Persson |
| Sergey Korobov   | Gardiens | Logan Halladay              |                                                                            | Arbitrage : Andreas Harnebring Andrei Haurylenka Daniel Persson |
| 14 min           | Pénalités | 8 min                       |                                                                            | Arbitrage : Andreas Harnebring Andrei Haurylenka Daniel Persson |
| 16               | Tirs | 32                          |                                                                            | Arbitrage : Andreas Harnebring Andrei Haurylenka Daniel Persson |

#### Finale
| 22 janvier 2012 | Russie | 1-2 (Tir de fusillade) (1–0, 0–0, 0–1) (Prolongation 0–0) (Tir de fusillade 0–1) | Finlande | Tyrolean Ice Arena 3 008 spectateurs |

| Feuille de match | Feuille de match                                                                               | Feuille de match | Feuille de match                                 | Feuille de match                                          |
| ---------------- | ---------------------------------------------------------------------------------------------- | ---------------- | ------------------------------------------------ | --------------------------------------------------------- |
|                  | I. Zinovev - 8 min 35 s M. Lazarev (sauvé par le gardien) I. Nikolishin (sauvé par le gardien) | 1-0 1–1          | 43 min 58 s - W. Hopponen M. Honkanen K. Kapanen | Arbitrage : Simon Aicher Andrei Haurylenka Daniel Persson |
| Sergey Korobov   | Gardiens                                                                                       | Kaapo Kähkönen   |                                                  | Arbitrage : Simon Aicher Andrei Haurylenka Daniel Persson |
| 24 min           | Pénalités                                                                                      | 26 min           |                                                  | Arbitrage : Simon Aicher Andrei Haurylenka Daniel Persson |
| 28               | Tirs                                                                                           | 25               |                                                  | Arbitrage : Simon Aicher Andrei Haurylenka Daniel Persson |

Classement final :  2

### Luge
La Russie a qualifié 6 athlètes.
Hommes
| Athlète                     | Épreuve       | Finale   | Finale   | Finale         | Finale |
| Athlète                     | Épreuve       | Manche 1 | Manche 2 | Total          | Rang   |
| --------------------------- | ------------- | -------- | -------- | -------------- | ------ |
| Maksim Aravin               | Simple hommes | 40 s 203 | 40 s 148 | 1 min 20 s 351 | 13     |
| Alexander Stepichev         | Simple hommes | 40 s 111 | 40 s 217 | 1 min 20 s 328 | 11     |
| Yury Kalinin Sergey Belyaev | Double hommes | 43 s 000 | 42 s 946 | 1 min 25 s 946 | 4      |

Femmes
| Athlète             | Épreuve       | Finale   | Finale   | Finale         | Finale |
| Athlète             | Épreuve       | Manche 1 | Manche 2 | Total          | Rang   |
| ------------------- | ------------- | -------- | -------- | -------------- | ------ |
| Victoria Demchenko  | Simple femmes | 43 s 006 | 40 s 478 | 1 min 23 s 484 | 20     |
| Ekaterina Katnikova | Simple femmes | 40 s 441 | 40 s 502 | 1 min 20 s 943 | 7      |

Équipe
| Athlète                                                            | Épreuve                   | Finale   | Finale   | Finale   | Finale         | Finale |
| Athlète                                                            | Épreuve                   | Hommes   | Femmes   | Doubles  | Total          | Rang   |
| ------------------------------------------------------------------ | ------------------------- | -------- | -------- | -------- | -------------- | ------ |
| Victoria Demchenko Alexander Stepichev Yury Kalinin Sergey Belyaev | Relais par équipes mixtes | 45 s 336 | 46 s 911 | 47 s 434 | 2 min 19 s 681 | 4      |

### Combiné nordique
La Russie a qualifié 1 athlète.
Hommes
| Athlète        | Épreuve           | Saut à ski | Saut à ski | Ski de fond | Ski de fond   | Finale        | Finale |
| Athlète        | Épreuve           | Points     | Rang       | Retard      | Temps ski     | Total temps   | Rang   |
| -------------- | ----------------- | ---------- | ---------- | ----------- | ------------- | ------------- | ------ |
| Roman Terekhin | Individuel hommes | 85,2       | 15         | 3 min 29    | 28 min 56 s 5 | 32 min 25 s 5 | 14     |

### Patinage de vitesse sur piste courte
La Russie a qualifié 2 athlètes.
Hommes
| Athlète          | Épreuve             | Quart de finale | Quart de finale | Demi-finale    | Demi-finale | Finale   | Finale   |
| Athlète          | Épreuve             | Temps           | Rang            | Temps          | Rang        | Temps    | Rang     |
| ---------------- | ------------------- | --------------- | --------------- | -------------- | ----------- | -------- | -------- |
| Denis Aïrapetian | 500 mètres hommes   | 45 s 836        | 2 Q             | 45 s 025       | 3 qB        | 45 s 902 | 2        |
| Denis Aïrapetian | 1 000 mètres hommes | 1 min 47 s 810  | 3 qCD           | 1 min 33 s 689 | 2 qC        | Pénalité | Pénalité |

Femmes
| Athlète       | Épreuve             | Quart de finale | Quart de finale | Demi-finale    | Demi-finale | Finale         | Finale   |
| Athlète       | Épreuve             | Temps           | Rang            | Temps          | Rang        | Temps          | Rang     |
| ------------- | ------------------- | --------------- | --------------- | -------------- | ----------- | -------------- | -------- |
| Anna Gamorina | 500 mètres femmes   | 46 s 382        | 2 Q             | 1 min 07 s 177 | 4 qB        | Pénalité       | Pénalité |
| Anna Gamorina | 1 000 mètres femmes | 1 min 50 s 594  | 3 qCD           | 1 min 44 s 645 | 1 qC        | 1 min 38 s 042 | 1        |

Mixte
| Athlète                                                                                        | Épreuve              | Demi-finale    | Demi-finale | Finale         | Finale   |
| Athlète                                                                                        | Épreuve              | Temps          | Rang        | Temps          | Rang     |
| ---------------------------------------------------------------------------------------------- | -------------------- | -------------- | ----------- | -------------- | -------- |
| Équipe A Suk Hee Shim (KOR) Yoann Martinez (FRA) Melanie Brantner (AUT) Denis Aïrapetian (RUS) | Relais mixte par CNO | 4 min 21 s 668 | 2 Q         | 4 min 26 s 352 | 3        |
| Équipe H Anna Gamorina (RUS) Hyo Jun Lim (KOR) Aafke Soet (NED) Michal Prokop (CZE)            | Relais mixte par CNO | 4 min 26 s 027 | 2 Q         | Pénalité       | Pénalité |

### Skeleton
La Russie a qualifié 3 athlètes.
Hommes
| Athlète         | Épreuve           | Finale   | Finale   | Finale        | Finale |
| Athlète         | Épreuve           | Manche 1 | Manche 2 | Total         | Rang   |
| --------------- | ----------------- | -------- | -------- | ------------- | ------ |
| Valeriy Myshaev | Individuel hommes | 58 s 26  | 59 s 45  | 1 min 57 s 71 | 6      |

Femmes
| Athlète           | Épreuve           | Finale   | Finale   | Finale  | Finale |
| Athlète           | Épreuve           | Manche 1 | Manche 2 | Total   | Rang   |
| ----------------- | ----------------- | -------- | -------- | ------- | ------ |
| Anastasia Shlapak | Individuel femmes | Annulée  | 58 s 73  | 58 s 73 | 4      |
| Elizaveta Zubkova | Individuel femmes | Annulée  | 59 s 28  | 59 s 28 | 6      |

### Saut à ski
La Russie a qualifié 2 athlètes.
Hommes
| Athlète       | Épreuve           | 1er saut | 1er saut | 2e saut  | 2e saut | Total  | Total |
| Athlète       | Épreuve           | Distance | Points   | Distance | Points  | Points | Rang  |
| ------------- | ----------------- | -------- | -------- | -------- | ------- | ------ | ----- |
| Yury Samsonov | Individuel hommes | 63,5 m   | 96,7     | 60,5 m   | 90,0    | 186,7  | 18    |

Femmes
| Athlète               | Épreuve           | 1er saut | 1er saut | 2e saut  | 2e saut | Total  | Total |
| Athlète               | Épreuve           | Distance | Points   | Distance | Points  | Points | Rang  |
| --------------------- | ----------------- | -------- | -------- | -------- | ------- | ------ | ----- |
| Anastasia Veshchikova | Individuel femmes | 58,0 m   | 83,5     | 59,0 m   | 86,4    | 169,9  | 10    |

Équipe avec combiné nordique
| Athlète                                            | Épreuve                 | 1er tour | 2e tour | Total | Rang |
| -------------------------------------------------- | ----------------------- | -------- | ------- | ----- | ---- |
| Anastasia Veshchikova Roman Terekhin Yury Samsonov | Compétition par équipes | 180,5    | 178,1   | 358,6 | 13   |

### Snowboard
La Russie a qualifié 3 athlètes.
Hommes
| Athlète         | Épreuve           | Qualification | Qualification | Qualification | Demi-finale | Demi-finale | Demi-finale | Finale       | Finale       | Finale       |
| Athlète         | Épreuve           | Manche 1      | Manche 2      | Rang          | Manche 1    | Manche 2    | Rang        | Manche 1     | Manche 2     | Rang         |
| --------------- | ----------------- | ------------- | ------------- | ------------- | ----------- | ----------- | ----------- | ------------ | ------------ | ------------ |
| Nikita Avtaneev | Half-pipe hommes  | 66,00         | 72,50         | 3 Q           |             |             |             | 74,25        | 70,25        | 7            |
| Ivan Kardonov   | Half-pipe hommes  | 54,00         | 54,50         | 9 q           | 55,35       | 57,50       | 9           | Non qualifié | Non qualifié | Non qualifié |
| Ivan Kardonov   | Slopestyle hommes | 33,75         | 34,50         | 14            |             |             |             | Non qualifié | Non qualifié | Non qualifié |

Femmes
| Athlète             | Épreuve          | Qualification   | Qualification   | Qualification | Demi-finale   | Demi-finale   | Demi-finale   | Finale        | Finale        | Finale        |
| Athlète             | Épreuve          | Manche 1        | Manche 2        | Rang          | Manche 1      | Manche 2      | Rang          | Manche 1      | Manche 2      | Rang          |
| ------------------- | ---------------- | --------------- | --------------- | ------------- | ------------- | ------------- | ------------- | ------------- | ------------- | ------------- |
| Ekaterina Prusakova | Half-pipe femmes | N'a pas débutée | N'a pas débutée | -             | Non qualifiée | Non qualifiée | Non qualifiée | Non qualifiée | Non qualifiée | Non qualifiée |

### Patinage de vitesse
La Russie a qualifié 4 athlètes.
Hommes
| Athlète           | Épreuve              | Course 1 | Course 2 | Total         | Rang |
| ----------------- | -------------------- | -------- | -------- | ------------- | ---- |
| Vasiliy Pudushkin | 500 mètres hommes    | 38 s 92  | 39 s 16  | 78 s 08       | 4    |
| Vasiliy Pudushkin | 1 500 mètres hommes  |          |          | 2 min 03 s 08 | 8    |
| Vasiliy Pudushkin | Départ groupé hommes |          |          | 7 min 12 s 83 | 3    |
| Mikhail Kazelin   | 1 500 mètres hommes  |          |          | 2 min 03 s 42 | 10   |
| Mikhail Kazelin   | 3 000 mètres hommes  |          |          | 4 min 19 s 25 | 6    |
| Mikhail Kazelin   | Départ groupé hommes |          |          | 7 min 14 s 42 | 7    |

Femmes
| Athlète             | Épreuve              | Course 1 | Course 2 | Total         | Rang |
| ------------------- | -------------------- | -------- | -------- | ------------- | ---- |
| Marina Salnikova    | 500 mètres femmes    | 82 s 08  | 43 s 34  | 125 s 42      | 15   |
| Marina Salnikova    | 1 500 mètres femmes  |          |          | 2 min 14 s 53 | 6    |
| Marina Salnikova    | Départ groupé femmes |          |          | 6 min 07 s 63 | 10   |
| Yelizaveta Kazelina | 1 500 mètres femmes  |          |          | 2 min 12 s 90 | 5    |
| Yelizaveta Kazelina | 3 000 mètres femmes  |          |          | 4 min 44 s 45 | 4    |
| Yelizaveta Kazelina | Départ groupé femmes |          |          | 6 min 01 s 47 | 4    |